# آرمیندو سیب
آرمیندو سیب (انگلیسی: Armindo Sieb؛ زادهٔ ۱۷ فوریهٔ ۲۰۰۳) بازیکن فوتبال اهل آلمان است.
وی همچنین در تیم‌های ملی فوتبال Germany national under-16 football team، جوانان آلمان، و جوانان آلمان بازی کرده‌است.